# 許國誠
許國誠（1545年—1616年），字鼎臣，號孟葵，福建泉州府晉江縣人，軍籍，明朝政治人物。

## 生平
隆慶四年（1570年）庚午科福建鄉試第八名舉人，萬曆十一年（1583年）中式癸未科會試第一百十四名，三甲第七十六名進士。通政司觀政，本年授浙江西安縣知縣，十七年升大理寺左评事，十八年丁憂，二十年復除原官，二十二年升户部主事，差江西监兑，二十五年管禄米倉，本年升员外郎，升戶部郎中，二十六年出為鎮江府知府。三十三年加按察司副使，准致仕。萬曆四十四年卒，年七十二。

## 家族
曾祖許純；祖父許鳳；父許執中，封承德郎南京禮部主事。母岳氏（封安人）。弟許國瓚。子許日升，國子生；許日光、許日璽，俱庠生；許日畿、許日鎮。